# Harriet Beecher Stowe

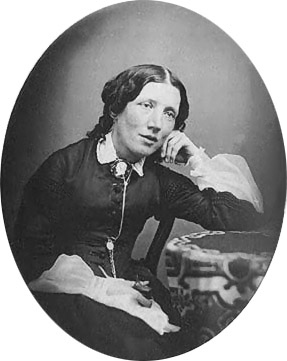
Harriet Beecher Stowe

Harriet Elizabeth Beecher Stowe (Litchfield, Connecticut, 1811. június 14. – Hartford, Connecticut, 1896. július 1.) amerikai író, abolicionista, a Tamás bátya kunyhója című regény szerzője.

## Élete
A kongregacionalista prédikátor Lyman Beecher legfiatalabb lánya, az író és pedagógus Catherine Esther Beecher és a liberális teológus és híres abolicionista Henry Ward Beecher testvére. 
1832-ben a család Cincinnatiba költözött, ami akkoriban az abolicionizmus melegágya volt. Itt ismerkedett meg Harriet a rabszolgaság problematikájával és a Földalatti Vasút tevékenységével. 
1836-ban hozzáment Calvin Stowe-hoz, egy özvegy lelkészhez, akivel később a maine-i Brunswickba költözött, ahol a férje a Bowdoin College tanára lett. Hét gyermekük született, de néhányuk nem érte meg a felnőttkort.
A Tamás bátya kunyhója válaszként született az 1850-ben elfogadott „Szökött rabszolga törvény”-re. 1851–52-be folytatásokban jelent meg a National Era című lapban, majd 1852-ben könyvben. Néhány hét alatt 10 000 példány fogyott el belőle, két éven belül pedig 20 nyelvre fordították le. A 19. században a legnagyobb példányszámban eladott könyv volt a Biblia után, és nem kis része volt az amerikai polgárháború kirobbanásában. Abraham Lincoln 1862-es találkozásuk alkalmával így köszöntötte: „Szóval ez a kis hölgy írta azt a könyvet, amiből ez a nagy háború lett!”
A polgárháború után több iskolát és menhelyet alapított a felszabadított rabszolgáknak. 1896. július 1-jén halt meg.
Apjának egykori cincinnati háza ma Harriet Beecher Stowe House néven múzeumként működik, a kiállítás elsősorban az írónővel, a Földalatti Vasúttal és a Lane Seminary történetével foglalkozik.

## Művei
- Tamás bátya kunyhója (Uncle Tom's cabin, 1851)
- A Key to Uncle Tom's Cabin (1853)
- Dred, A Tale of the Great Dismal Swamp (1856)
- The Minister's Wooing (1859)
- The Pearl of Orr's Island (1862)
- House and Home Papers (1865) (Christopher Crowfield néven)
- Little Foxes (1866) (Christopher Crowfield néven)
- The Chimney Corner (1868) (Christopher Crowfield néven)
- Old Town Folks (1869)
- The Ghost in the Cap'n Brown (1870)
- Lady Byron Vindicated (1870)
- My Wife and I (1871)
- Pink and White Tyranny (1871)
- We and Our Neighbors (1875)
- Poganuc People (1878)

## Magyarul megjelent művei

### 1919-ig
- Tamás bátya kunyhója, vagy Néger élet a rabszolgatartó amerikai államokban. Regény, 1-4.; ford. Irinyi József; Müller Ny., Pest, 1853
- Kulcs Tamás bátya kunyhójához. Közlése a valóságos történeteknek és okleveleknek, mellyekre a mű építve volt; ford. Irínyi József; Müller Ny., Pest, 1853
- Tamás bátya; átdolg. M. Rókus; Bucsánszky, Pest, 1856
- Tatár Péter [Medve Imre]: Tamás bátya vagy Egy szerecsen rabszolga története; Bucsánszky Ny., Pest, 1857
- Tamás bátya kunyhója. Kép az amerikai rabszolga-életből; Méhner, Bp., 1890 (Mulattató és hasznos olvasmányok a magyar nép számára)
- Tamás bátya kunyhója. Elbeszélés az ifjúság számára; ford. Fésüs György; Stampfel, Pozsony–Bp., 1894
- Tamás bátya kunyhója; átdolg. Christián M., ford. Győry Loránd; Lauffer, Bp., 1896
- Tamás bátya vagy: Egy szerecsen rabszolga története. Harriet Beecher Stowe után; Rózsa K. és neje, Bp., 1899
- Tamás bátya kunyhója, 1-2.; átdolg. Darvai Móric; Lampel, Bp., 1903 (Legjobb ifjúsági könyvek)

### 1920–1944
- Anna Stean: Evangelina. Elbeszélés az északamerikai rabszolgaság idejéből; Hariet Beecher-Stewe Tamás bátya kunyhója nyomán, ford. B. I., ifj. K. L.; Magyarországi Baptisták Könyvüzlete, Bp., 1922
- Tamás bácsi kunyhója, vagy néger-élet az amerikai rabszolgatartó államokban, 1-2.; ford. Kosáryné Réz Lola; Athenaeum, Bp., 1925 (Híres könyvek)
- Tamás bátya kunyhója; átdolg. Tildy Jolán; Sylvester, Tahitótfalu, 1928 (Sylvester könyvtár)
- Tamás bátya kunyhója. Az ifjúság számára; Tolnai, Bp., 1928
- Tamás bátya kunyhója; átdolg. Benedek Marcell; Dante, Bp., 1931

### 1945 után
- Tamás bácsi kunyhója; átdolg. Mándy Iván; Athenaeum, Bp., 1945
- Tamás bátya kunyhója; ford. Grigássy Éva; Ifjúsági, Bp., 1951
- Tamás bátya kunyhója. Regény; ford. Réz Ádám; Ifjúsági, Bp., 1954
- Tamás bátya kunyhója; ford. Gerencsér Ferenc; Puedlo, Nagykovácsi, 2004